# Kantate ved hundreårsfestlighetene for den første norske utvandring til Amerika
Kantate ved hundreårsfestlighetene for den første norske utvandring til Amerika is een compositie van Eyvind Alnæs. De cantate voor de viering van honderd jaar Noorse emigratie naar Amerika refereert aan het begin van de eerste grote uittocht van Noren naar de Verenigde Staten. De officieuze start daarvan vond plaats op 4 juli 1825 toen 52 Noren de oversteek maakten in het zeilschip (beter zeilsloep) Restauration. De vertrekkende Noren verlieten Stavanger voor New York om door te reizen naar Minnesota. De tekst voor deze cantate werd geleverd door Vilhelm Krag.
De festiviteiten vonden plaats van 6 tot en met 9 juni 1925 in Minneapolis. Bij de festiviteiten aldaar werd de cantate van Alnæs in ieder geval niet uitgevoerd. Het comité had anderen ingeschakeld:
- Norwegian-American Centennial Cantata: tekst van Dominee B.J. Rothnem; muziek door Fredrik Melius Christiansen
- Norse Centennial Cantata: tekst van S.O. Most; muziek door J. Rode Jacobsen.

Alnæs liet het werk alleen in handgeschreven manuscript achter. In de Aftenposten van 29 juni 1925 wordt melding gemaakt van een uitvoering van een Openingscantate (Åpningskantate) van Alnæs op tekst van Krag. De datum in 1925, passend bij de festiviteiten, en het feit dat Alnæs maar één cantate schreef op teksten van Krag, wijst in de richting op een uitvoering rond die tijd In Noorwegen.    
Leif Halvorsen orkestreerde het geheel voor een uitvoering van het Omroeporkest van Noorwegen: 
- 1 dwarsfluiten, 1 hobo’s, 2 klarinetten, 2 fagotten
- 1 hoorns
- pauken,
- violen, altviolen, celli, contrabassen